# 穆哈吉爾人 (土耳其)

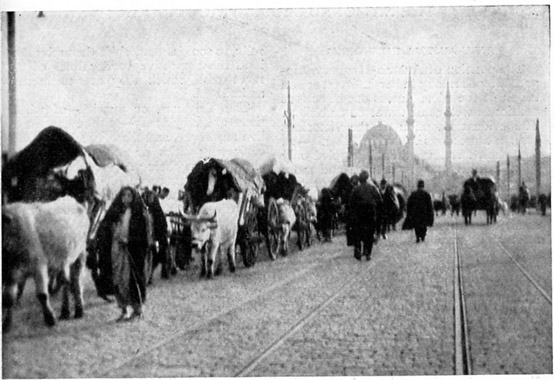
1912 年，穆哈吉尔人穿越鄂圖曼帝國加拉塔桥抵达伊斯坦布尔，背景是新清真寺

在土耳其的語境中，穆哈吉爾人（来自波斯語：‎，羅馬化：muhājir，直译：移民）一詞主要指18世纪末到20世纪末期間由於鄂圖曼帝國領土的變遷，为了躲避宗教相關的迫害而陸續移民到东色雷斯和安納托利亞的穆斯林族群及其後代。其中大多数是土耳其人，但也有阿爾巴尼亞人、波士尼亞克人、希臘裔穆斯林、切尔克斯人、克里米亞韃靼人、波馬克人、塞尔维亚穆斯林、阿扎尔人和穆斯林罗姆人等不同族裔和原鄉背景。總人數估計約有1000萬人。如今，土耳其8500萬人口中有四分之一到三分之一具有穆哈吉尔人的家族淵源。
土耳其的穆哈吉爾人之中，来自巴尔干半岛的包括有保加利亚的115万至150万人、希腊的120万人、罗马尼亚的40万人、和前南斯拉夫地區的80万人，來自俄罗斯的有50万人，來自高加索地区的有90万人（其中三分之二留下，其余則在暫時停留後繼續前往叙利亚、约旦和塞普勒斯）。在這之中，迄於1924年有400万人，1934年后到1945年間有130万人，1945年之後到2011年叙利亚内战爆发前又有超过120万移民。而自叙利亚内战以来，已有超过370万叙利亚人移居土耳其。但由於敘利亞難民並非出於追尋宗教自由而是出於安全理由而離開敘利亞，是否将叙利亚难民归类为穆哈吉尔人目前仍有争议。 
穆斯林因鄂圖曼帝國領土退縮而被驅逐的歷史，可以追溯自1699年，奥地利人从土耳其人手中奪取了匈牙利的部分地區，在那些地區中有17萬穆斯林被驱逐，在18世紀未克里米亞半島被俄羅斯併吞後，克里米亞韃靼人大批遷往土耳其。19世纪末和20世纪初移民的涌入是由于1912至1913年的第一次巴尔干战争和第一次世界大战期间，奥斯曼帝国丧失了大量的领土。 由于鄂圖曼帝國末年各地對穆斯林的迫害 ，一些原本生活在鄂圖曼帝國舊有領地的穆斯林，将鄂圖曼帝国视为能保护他們的「祖国」尋求庇護 ，於是他們成為難民並輾轉逃往安纳托利亚。此后，1923年土耳其共和國成立，延續了接受穆斯林移民的政策，加上原居住國持續存在的推力，於是大批土耳其人和其他穆斯林族群，包括突厥语系和非突厥语系的族群，仍陸續移民到土耳其，其中大部分定居在安納托利亞西北部城市。 1923年的希臘土耳其人口互換 ，也使一批移民被迫背井離鄉，超过50萬不同民族的穆斯林從希臘離開（人口交换不是基于种族而是基于宗教信仰）。
切爾克斯人來自位於鄂圖曼帝國疆域邊緣的切爾克西亞，儘管並不直接隸屬於鄂圖曼帝國，18世紀由於面臨俄羅斯入侵以及之後的種族清洗，他們在土耳其接收穆斯林移民的政策之下遷入並留居在土耳其。
近期的戰爭，包括伊拉克戰爭（2003-2011）、叙利亚内战（2011至今）和俄烏戰爭（自2014年俄羅斯聯邦併吞克里米亞后），則迫使土耳其裔伊拉克人、土耳其裔敘利亞人及居住在前蘇聯國家的麥斯赫特土耳其人前往土耳其躲避戰亂。